# Нью-Гармоні (Юта)
Нью-Гармоні (англ. New Harmony) — місто (англ. town) в США, в окрузі Вашингтон штату Юта. Населення — 236 осіб (2020).

## Географія
Нью-Гармоні розташований за координатами 37°28′49″ пн. ш. 113°18′34″ зх. д. / 37.48028° пн. ш. 113.30944° зх. д. (37.480414, -113.309475).  За даними Бюро перепису населення США в 2010 році місто мало площу 1,57 км², уся площа — суходіл.

### Клімат
| Клімат : Нью-Гармоні                     | Клімат : Нью-Гармоні | Клімат : Нью-Гармоні | Клімат : Нью-Гармоні | Клімат : Нью-Гармоні | Клімат : Нью-Гармоні | Клімат : Нью-Гармоні | Клімат : Нью-Гармоні | Клімат : Нью-Гармоні | Клімат : Нью-Гармоні | Клімат : Нью-Гармоні | Клімат : Нью-Гармоні | Клімат : Нью-Гармоні | Клімат : Нью-Гармоні |
| Показник                                 | Січ.                 | Лют.                 | Бер.                 | Квіт.                | Трав.                | Черв.                | Лип.                 | Серп.                | Вер.                 | Жовт.                | Лист.                | Груд.                | Рік                  |
| Абсолютний максимум, °C                  | 19,4                 | 24,4                 | 26,7                 | 29,4                 | 35,0                 | 37,8                 | 40,0                 | 38,3                 | 34,4                 | 31,1                 | 25,6                 | 20,6                 | 40,0                 |
| Середній максимум, °C                    | 7,2                  | 9,3                  | 12,7                 | 17,2                 | 22,6                 | 28,4                 | 31,7                 | 30,3                 | 26,4                 | 20,4                 | 12,6                 | 7,7                  | 18,9                 |
| Середній мінімум, °C                     | −6                   | −4,2                 | −1,9                 | 1,3                  | 5,6                  | 10,4                 | 14,7                 | 13,9                 | 9,6                  | 3,8                  | −2,2                 | −5,8                 | 3,3                  |
| Абсолютний мінімум, °C                   | −23,9                | −28,9                | −17,8                | −11,1                | −5                   | −1,7                 | 4,4                  | 2,2                  | −5                   | −14,4                | −16,1                | −28,3                | −28,9                |
| Норма опадів, мм                         | 55                   | 56                   | 55                   | 30                   | 22                   | 14                   | 29                   | 41                   | 32                   | 35                   | 39                   | 38                   | 447                  |
| Днів з опадами                           | 5                    | 5                    | 6                    | 5                    | 4                    | 2                    | 4                    | 6                    | 4                    | 4                    | 4                    | 4                    | 53                   |
| ---------------------------------------- | -------------------- | -------------------- | -------------------- | -------------------- | -------------------- | -------------------- | -------------------- | -------------------- | -------------------- | -------------------- | -------------------- | -------------------- | -------------------- |
| Джерело: Western Regional Climate Center |                      |                      |                      |                      |                      |                      |                      |                      |                      |                      |                      |                      |                      |

## Демографія
Згідно з переписом 2010 року, у місті мешкало 207 осіб у 78 домогосподарствах у складі 61 родини. Густота населення становила 132 особи/км².  Було 107 помешкань (68/км²).
Расовий склад населення:
| - 97,1 % — білих - 1,0 % — осіб інших рас |

До двох чи більше рас належало 1,9 %. Частка іспаномовних становила 3,9 % від усіх жителів.
За віковим діапазоном населення розподілялося таким чином: 23,7 % — особи молодші 18 років, 50,7 % — особи у віці 18—64 років, 25,6 % — особи у віці 65 років та старші. Медіана віку мешканця становила 43,8 року. На 100 осіб жіночої статі у місті припадало 101,0 чоловіків;  на 100 жінок у віці від 18 років та старших — 90,4 чоловіків також старших 18 років.
Середній дохід на одне домашнє господарство  становив 65 700 доларів США (медіана — 61 875), а середній дохід на одну сім'ю — 75 431 долар (медіана — 66 250). За межею бідності перебувало 6,3 % осіб, у тому числі 0,0 % дітей у віці до 18 років та 9,3 % осіб у віці 65 років та старших.
Цивільне працевлаштоване населення становило 51 особа. Основні галузі зайнятості: освіта, охорона здоров'я та соціальна допомога — 27,5 %, публічна адміністрація — 15,7 %, науковці, спеціалісти, менеджери — 13,7 %, сільське господарство, лісництво, риболовля — 11,8 %.